# Yōko Kanno
Yōko Kanno (japanska: 菅野 よう子?, Kanno Yōko), född 18 mars 1964 i Sendai i Miyagi prefektur i Japan, är en japansk kompositör.
Meow on the Bridge (musikkontor) och Captain Duckling Records (musikbolag).
Hon är känd för sina verk i animeserier som Ghost in the Shell: Stand Alone Complex, The Vision of Escaflowne och Wolf's Rain. Hon är även medlem i bandet "The Seatbelts" som gjorde musiken till Cowboy Bebop med bland annat låten Adieu.
Kanno skrev sin första musik i slutet av 1980-talet och var till en början bland annat aktiv med musik till TV-spel. 1994 års Macross Plus var en av de första animeproduktioner hon deltog i.